# Trattenbach
Trattenbach est une commune autrichienne du district de Neunkirchen en Basse-Autriche.

## Histoire
Ludwig Wittgenstein y fut maître d’école stagiaire au cours de l’année scolaire 1920-1921.

## Tradition

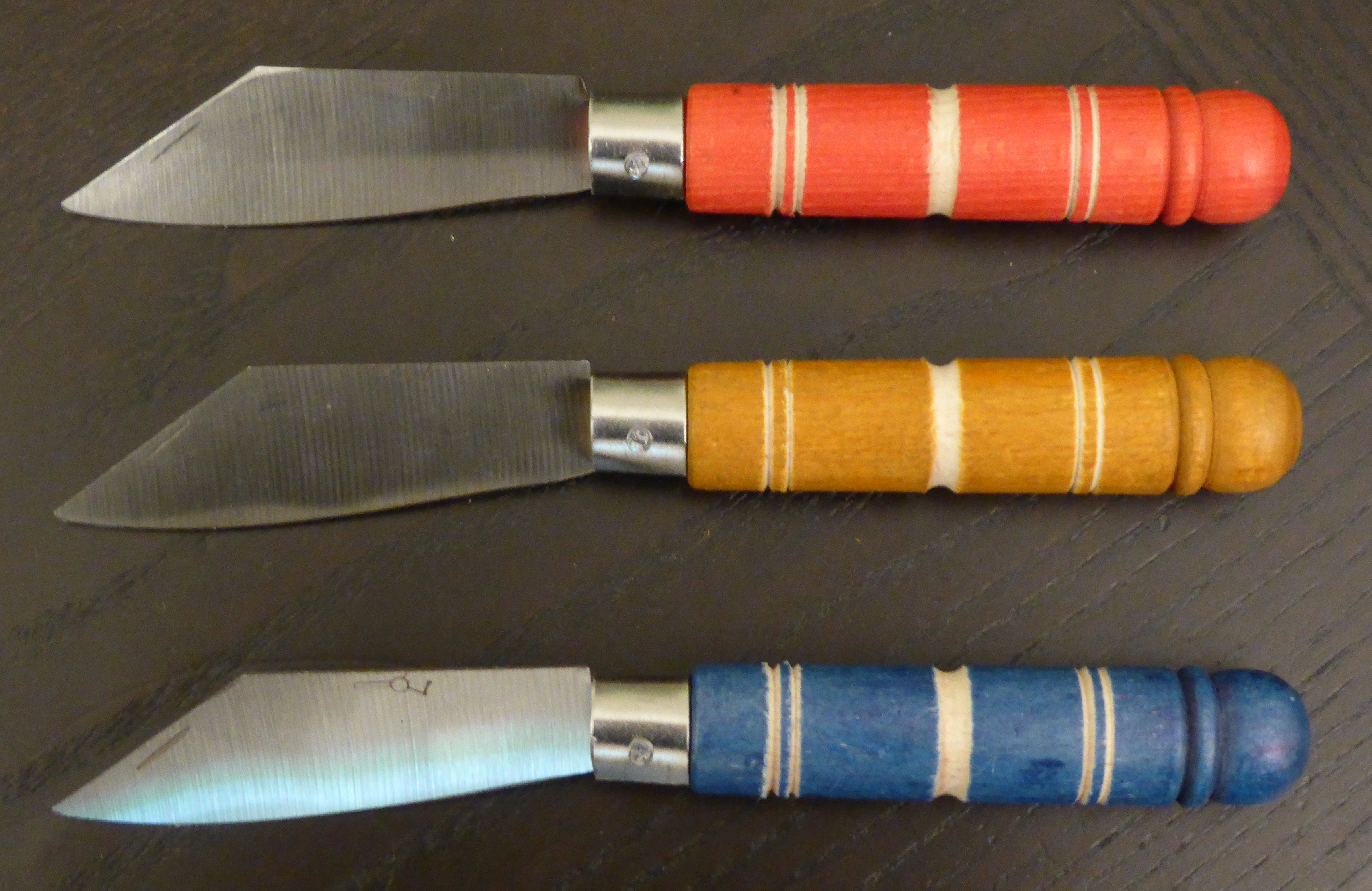
Trattenbacher Taschenfeitel.

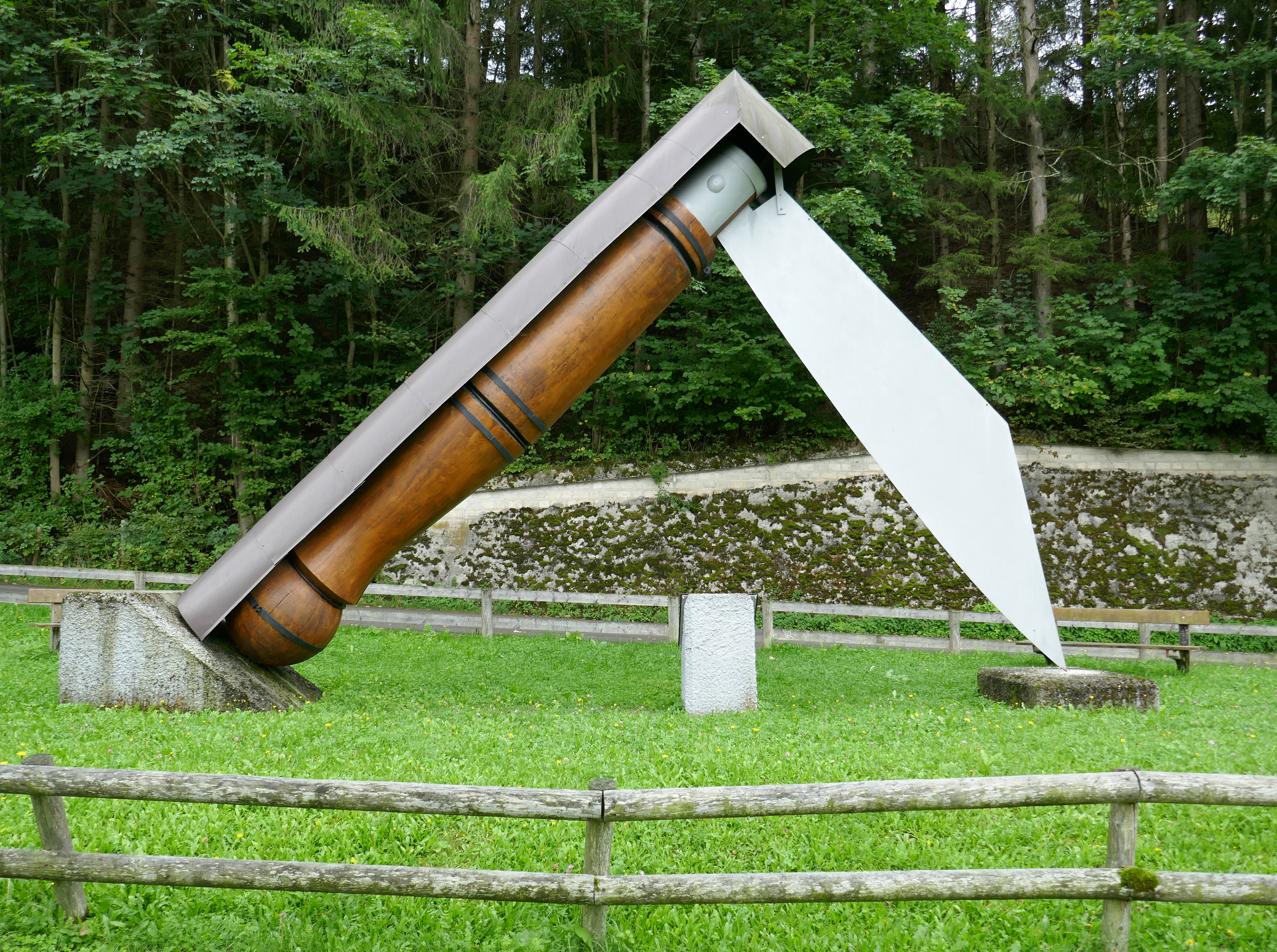
Couteau géant dans l'espace public.

La commune de Trattenbach est le siège d'une tradition multiséculaire de fabrication de couteaux pliants reconnue par l'UNESCO : le Taschenfeitel de Trattenbach.